# Groupe Lacroix

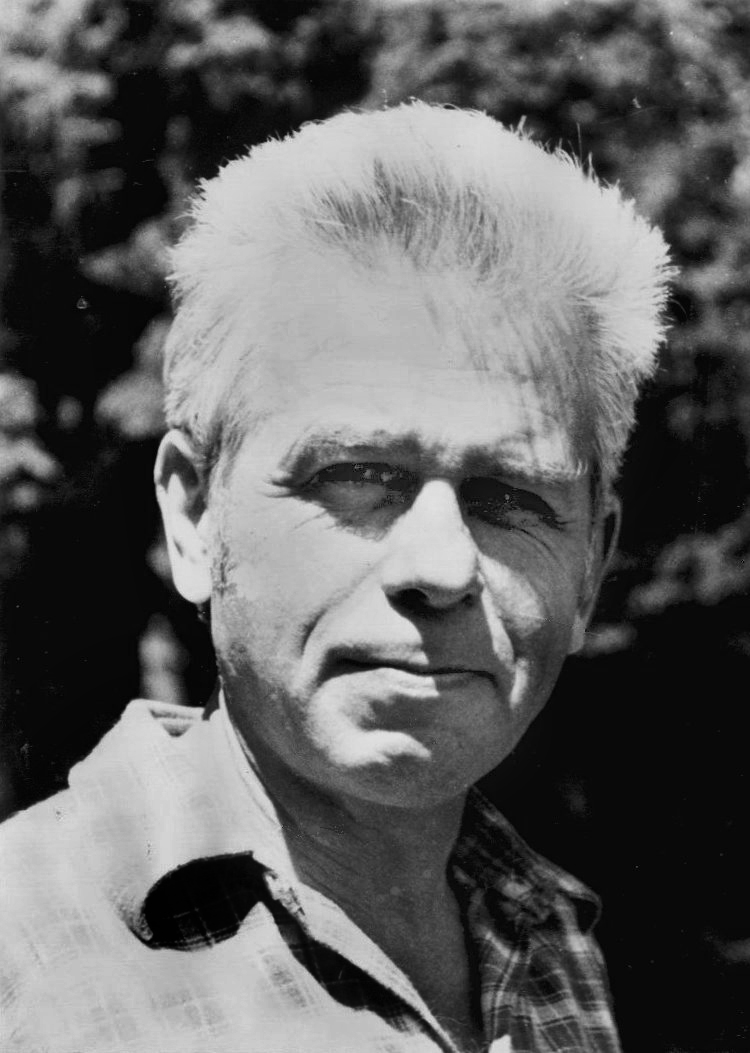
Edisson Denissow

Die Groupe Lacroix ist eine schweizerisch-österreichische Komponistengruppe.

## Geschichte
Die Bildung der Groupe Lacroix geht auf einen gemeinsamen Meisterkurs-Besuch der Gründungsmitglieder beim russischen Avantgarde-Komponisten Edisson Denissow im Rahmen der Internationalen Musikfestwochen Luzern IMF am Luzerner Konservatorium im Sommer 1993 zurück.
Die Gruppe wurde dann im Herbst 1993 von sechs bekannten Schweizer Komponisten im Centre musical de la Fondation Hindemith Chalet de Lacroix (heute: Hindemith-Musikzentrum der Hindemith-Stiftung). Zu den Gründungsmitgliedern zählten Michael Baumgartner, John Wolf Brennan aus Luzern, Jean-Luc Darbellay aus Bern, Christian Henking aus Bern, Stephan Sabotta (der kein offizielles Mitglied wurde) und Michael Schneider aus Aarau.
Im Jahr 1994 schlossen sich Marianne Schroeder aus Basel, 1996 Michael Radanovics aus Wien (Österreich) und 2000 Alfons Karl Zwicker aus St. Gallen an. Gastkomponisten waren 1999 Marcel Wengler (Luxemburg) und 2003 Thüring Bräm, der gleichzeitig Organisator der Gruppe ist. Radanowics und Brennan sind auf Jazz spezialisiert. Schroeder folgt der Minimal Music von John Cage, Karlheinz Stockhausen, Giacinto Scelsi und Galina Ustwolskaja.
Ziel der Komponistengruppe ist der gemeinsame Dialog. Nach eigenen Aussagen ist der Kerngedanke: „dass die Individualität des künstlerischen Ausdrucks und der Austausch über Konzertsaal und Schreibtisch hinaus sich nicht nur nicht ausschließen, sondern sich gegenseitig befruchten können.“
Internationale Zusammenarbeit erfolgte 1993 in Luzern, 1995/96 in Moskau (beim Moskau Alternativa Festival), 1997 in Dublin, Blonay, Fribourg und Luzern sowie 1999 in Weggis und Leipzig (beim MDR-Musiksommer). Seit den Leipziger Konzerten besteht eine intensive Kooperation in einem „Klee-Projekt“ mit dem Ensemble Sortisatio.

## Diskographie
- 1997: The Composer Group mit dem Moscow Rachmaninov Trio (Creative Works Records)
- 1999: Arpiade mit Barbara Sutter, Béatrice Wolf und Michael Wolf (edition edex)
- 2003: 8 Pieces on Paul Klee mit dem Ensemble Sortisatio (Creative Works Records)